# Indotritia breviseta
Indotritia breviseta är en kvalsterart som först beskrevs av Berlese 1923.  Indotritia breviseta ingår i släktet Indotritia och familjen Oribotritiidae. Inga underarter finns listade i Catalogue of Life.